# Пізери
Пізе́ри (рос. Пизеры, чув. Писер) — виселок у складі Аліковського району Чувашії, Росія. Входить до складу Таутовського сільського поселення.
Населення — 49 осіб (2010; 53 у 2002).
Національний склад:
- чуваші — 98 %